# 圣斯德望堂 (威尼斯)
圣斯德望堂（Chiesa di Santo Stefano）是威尼斯的一座大型罗马天主教的本堂区圣堂，供奉圣斯德望，位于圣斯德望广场（Campo Santo Stefano）北端。它创建于13世纪，14世纪和15世纪两度重建。堂内为独特的船龙骨屋顶。
堂内的艺术品包括安东尼奥·卡诺瓦和丁托列托等名家的作品。